# Canal 14
Agora 14 (em hebraico: עכשיו 14; romaniz.: achsav 14), coloquialmente conhecido como Canal 14 (em hebraico: ערוץ 14‎; romaniz.: arutz 14‎), é um canal de televisão comercial e site de notícias israelense de direita e conservador. O canal transmite notícias, comentários políticos, sátiras e talk shows, todos apresentados sob uma perspectiva de direita. O acionista controlador do canal é Yitzchak Mirilashvili [en].

## História
O Canal 20 (posteriormente renomeado para Agora 14) foi criado como parte de uma reforma no sistema de radiodifusão israelense, proposta pelo Comitê Yossi Peled em 1997, com o objetivo de promover o patrimônio cultural judaico. Após licitações fracassadas em 2005 e 2006, o canal foi finalmente estabelecido em 2014 sob a liderança de Yitzchak Mirilashvili, inicialmente focado em programação religiosa e cultural, mas enfrentando restrições regulatórias. Em 2018, sob nova legislação, o canal expandiu sua programação para incluir notícias, transferindo-se para o Canal 14 em 2021 e adotando o nome Agora 14, tornando-se um veículo de destaque no cenário midiático israelense, com forte enfoque em jornalismo e debates políticos.

## Controvérsias
O Canal 14 (anteriormente Canal 20) tem enfrentado duras críticas por seu viés de direita, postura favorável a Benjamin Netanyahu e retórica inflamatória. Acusações incluem a promoção de crimes de guerra durante o conflito em Gaza, a exclusão de correntes judaicas reformistas e conservadoras, e a exibição de entrevistas com extremistas condenados. O canal já foi multado por práticas discriminatórias e alvo de protestos por declarações de ódio contra manifestantes, comunidades LGBTQ+ e civis árabes. Suas reportagens enganosas, incluindo um vídeo manipulado do ex-premiê Naftali Bennett, e comentários sensacionalistas renderam comparações com a Fox News. Em 2024, a polêmica internacional aumentou após o canal defender a desconsideração do direito internacional e veicular uma imagem controversa sugerindo a mira no clérigo xiita Ali al-Sistani, consolidando sua reputação como um veículo polarizado e extremista.